# シャーロット・フィッツジェラルド＝ド・ルース (第20代ド・ルース女男爵)

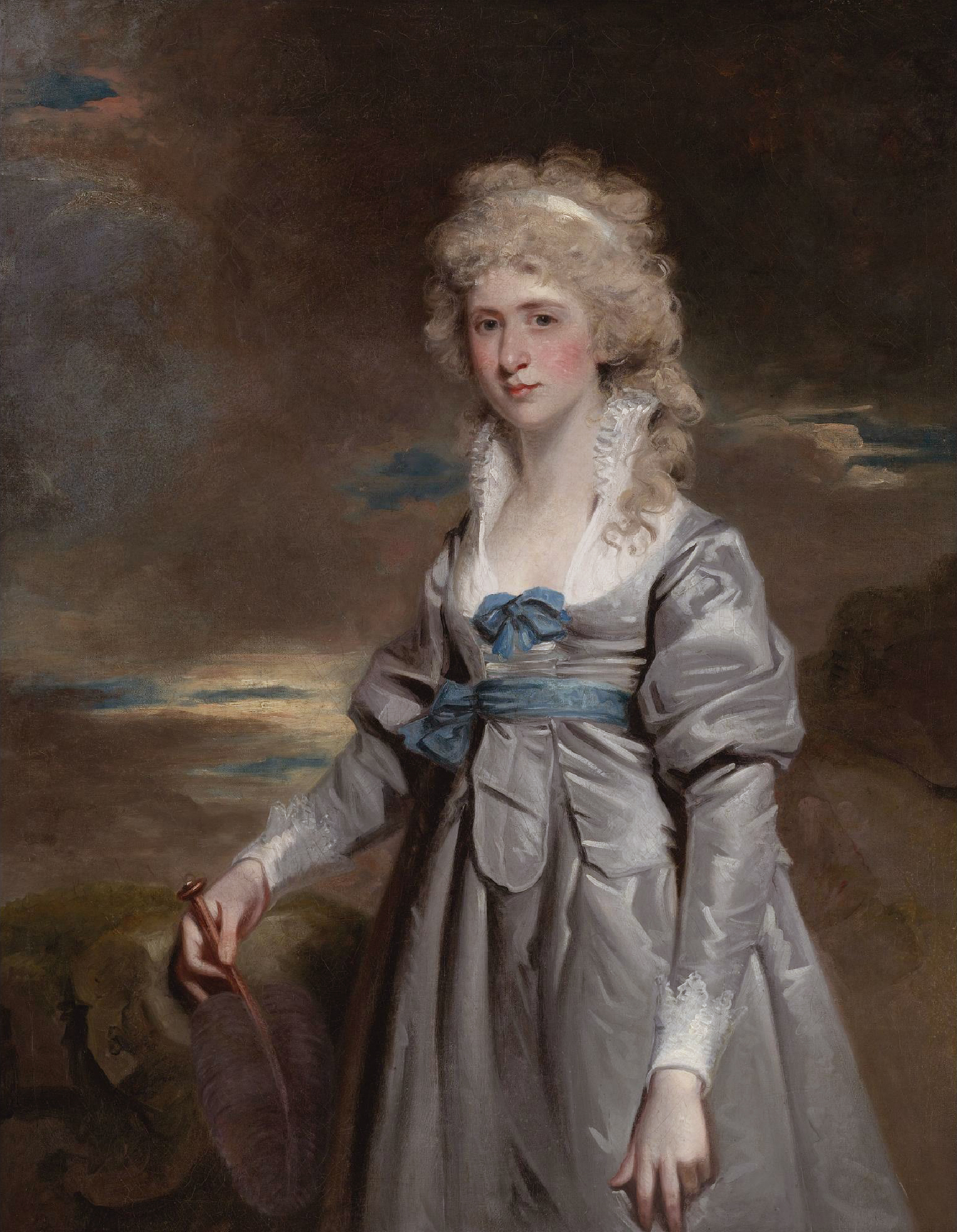
ジョン・ホプナーによる肖像画

第20代ド・ルース女男爵シャーロット・フィッツジェラルド＝ド・ルース（英語: Charlotte FitzGerald-de Ros, 20th Baroness de Ros、旧姓ボイル（Boyle）、1769年5月24日 – 1831年1月9日）は、イギリスの貴族。

## 生涯
ロバート・ボイル（初代シャノン伯爵ヘンリー・ボイルの息子。後に「ウォルシンガム」を姓に加える）とシャーロット・ハンベリー＝ウィリアムズ（Charlotte Hanbury-Williams、チャールズ・ハンベリー・ウィリアムズの娘）の娘として、1769年5月24日にメイフェアで生まれ、6月18日にサウス・オードリー・チャペルで洗礼を受けた。

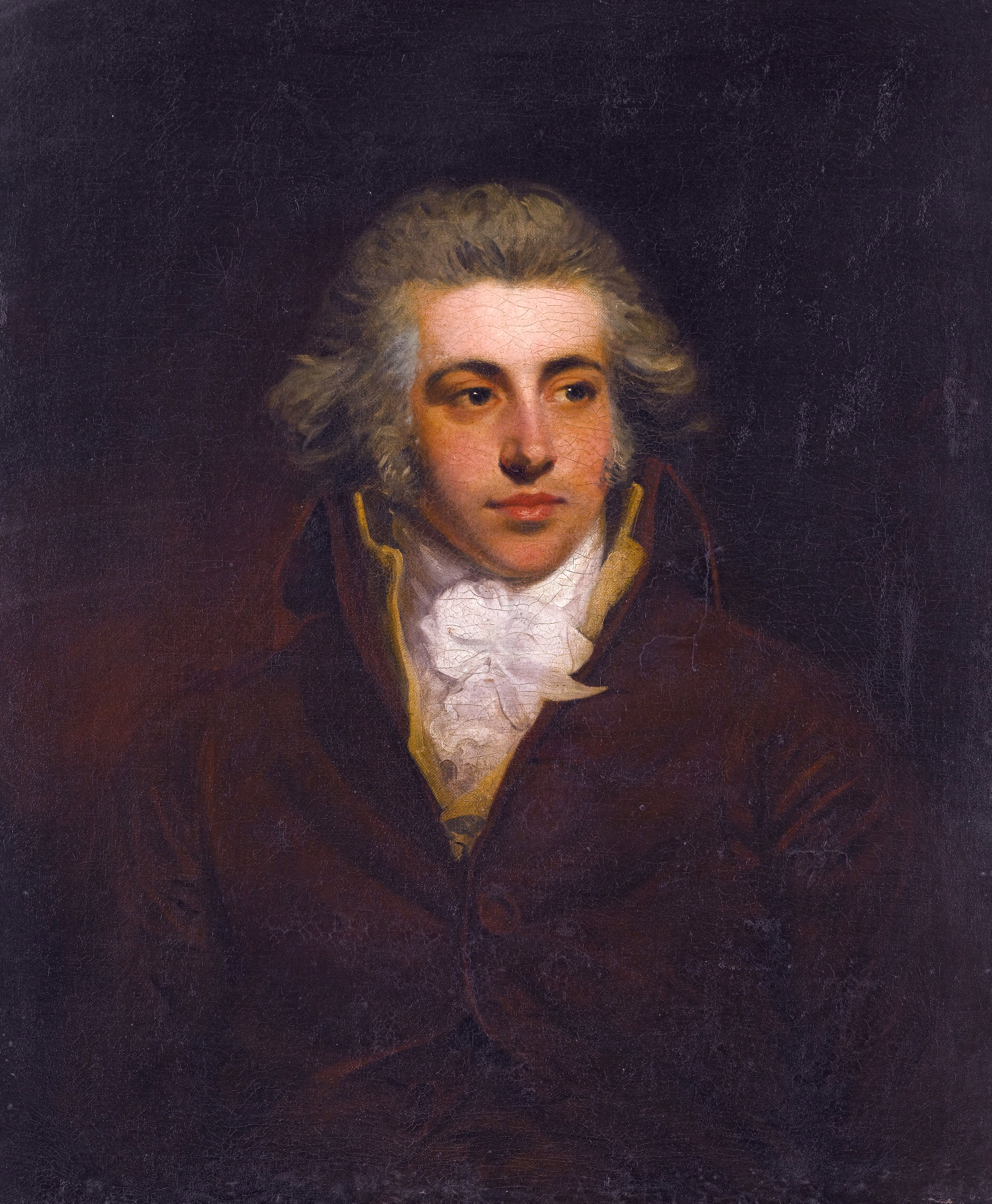
第20代ド・ルース女男爵の夫ヘンリー・フィッツジェラルド卿。ジョン・ホプナー作、1780年代。

1791年8月3日、ヘンリー・フィッツジェラルド卿（初代リンスター公爵ジェームズ・フィッツジェラルドの息子）と結婚、6男6女をもうけた。
- ヘンリー・ウィリアム（1793年6月12日 – 1839年3月29日） - 第21代ド・ルース男爵[2]
- アーサー・ジョン・ヒル（1795年12月21日 – 1826年2月23日）[2]
- ウィリアム・レノックス・ラッセルス（英語版）（1797年9月1日 – 1874年1月6日） - 第22代ド・ルース男爵[2]
- エドマンド・エミリアス・ボイル（Edmund Emilius Boyle、1799年5月4日 – 1810年9月12日）[2]
- シャーロット（1813年没）[2]
- ヘンリエッタ・メイベル（Henrietta Mabel、1879年12月22日没） - 1828年10月24日、ジョン・ブロッドハースト（John Broadhurst、1861年12月15日没）と結婚[2]
- ジョン・フレデリック（1804年3月6日 – 1861年6月19日）[2]
- オーガスタス（1805年10月23日 – 早世）[2]
- オリヴィア・セシリア（1807年1月11日 – 1885年4月21日） - 1833年10月22日、初代カウリ伯爵ヘンリー・ウェルズリー（英語版）と結婚、子供あり[2]
- ジェラルディン（Geraldine、1881年9月28日没） - 1830年11月25日、フレデリック・ペア（Frederic Pare）と結婚[2]
- セシリア（1811年 – 1869年10月6日） - 1835年12月10日、ジョン・ボイル（John Boyle、1803年3月13日 – 1874年12月6日、第8代コーク伯爵エドマンド・ボイルの息子）と結婚、子供あり[2]
- ジェーン（1813年 – 1885年） - 1830年、クリストファー・ハミルトン（英語版）と結婚、子供あり

シャーロットはド・ルース男爵の継承権者として請願を出した。ド・ルース男爵位は第19代男爵ジョージ・ヴィリアーズの死に伴い、第14代男爵エドワード・マナーズの弟ジョン・マナーズの長女ブリジットと次女フランシスの子孫の間で停止状態になっていたが、1806年時点の継承権者はブリジットの子孫第5代準男爵サー・トマス・ハンロックとフランシスの子孫ジョージ・カペル＝コニングスビーとシャーロットの合計3人だった。このうち、ブリジットの子孫がハンロック1人だったため彼は継承権の半分を有し、カペルとシャーロットはそれぞれ4分の1となっていた。このような状況にもかかわらず、請願が1806年5月7日に貴族院で審理されると、シャーロットの請求は承認された。これによりド・ルース男爵位の停止は1806年5月9日に解除され、シャーロットは法律上のド・ルース女男爵になった。その後、10月6日に国王の許可を受けて「ド・ルース」を姓に加えた。
1831年1月9日にストラトフォード・プレイスで死去、パディントンで埋葬された。息子ヘンリー・ウィリアムが爵位を継承した。